# Medaglia Rittenhouse
La Medaglia Rittenhouse viene assegnata dalla Rittenhouse Astronomical Society per i risultati eccezionali nel campo dell'astronomia. La medaglia era una di quelle originariamente coniate per commemorare il bicentenario della nascita di David Rittenhouse, l'8 aprile 1932. Nel 1952 la Società decise di istituire una medaglia d'argento da assegnare agli astronomi per meriti notevoli nelle scienze astronomiche. La medaglia d'argento è fusa dal dado (diritto) utilizzato per la medaglia Rittenhouse del bicentenario.
| Anno               | Destinatario                        | Affiliazione                                                       |
| ------------------ | ----------------------------------- | ------------------------------------------------------------------ |
| Medaglia           |                                     |                                                                    |
| 1933               | Frank Schlesinger                   | Direttore dell'Osservatorio Yale                                   |
| 1934               | Robert G. Aitken                    | Direttore dell'Osservatorio Lick                                   |
| 1935               | Harlow Shapley                      | Osservatorio di Monte Wilson                                       |
| 1936               | Robert McMath                       | Direttore dell'Osservatorio McMath-Hulbert                         |
| 1937               | Armin O. Leuschner                  | Dipartimento di Astronomia di Berkley                              |
| 1938               | Knut Lundmark                       | Professore di Astronomia, Università di Lund, Svezia               |
| 1940               | Gustavus Wynne Cook                 | Direttore dell'Osservatorio James Cook                             |
| 1940               | John A. Miller                      | Direttore emerito, Osservatorio Sproul                             |
| 1943               | Forest Ray Moulton                  | Segretario, Associazione americana per l'avanzamento della scienza |
| 1943               | Samuel Fels                         | Filantropo e donatore del Planetario di Fels                       |
| Medaglia d'argento |                                     |                                                                    |
| 1952               | Gerard P. Kuiper                    | Direttore dell'Osservatorio Yerkes                                 |
| 1953               | Harlow Shapley                      | Direttore dell'Osservatorio di Harvard                             |
| 1954               | Otto Struve                         | Presidente Unione Astronomica Internazionale                       |
| 1955               | Harold Spencer Jones                | Astronomo reale                                                    |
| 1958               | Lyman Spitzer, Jr.                  | Direttore dell'Osservatorio dell'Università di Princeton           |
| 1959               | Bengt Stromgren                     | Professore; Istituto di studi avanzati, Princeton                  |
| 1960               | Fred Hoyle                          | Professore di Astronomia, Università di Cambridge                  |
| 1961               | Cecilia Payne-Gaposchkin            | Professore all'Università di Harvard                               |
| 1965               | Peter Van De Kamp                   | Direttore dell'Osservatorio Sproul                                 |
| 1966               | Martin Schwarzschild                | Professore dell'Università di Princeton                            |
| 1967               | Helen Sawyer Hogg                   | Osservatorio di Harvard                                            |
| 1968               | Allan Sandage                       |                                                                    |
| 1980               | Carl Sagan                          |                                                                    |
| 1988               | Carolyn Shoemaker, Eugene Shoemaker |                                                                    |
| 1990               | Clyde Tombaugh                      |                                                                    |